# Enapteris euchaeta
Enapteris euchaeta är en ringmaskart som beskrevs av Chun 1888. Enapteris euchaeta ingår i släktet Enapteris och familjen Tomopteridae. Arten har ej påträffats i Sverige. Inga underarter finns listade i Catalogue of Life.